# Buying & Selling
Buying & Selling (Property Brothers: Buying & Selling) è un docu-reality canadese, in onda dal 2012 su HGTV e trasmesso in Italia da Cielo.

## Format
La trasmissione segue l'attività di Jonathan e Drew Scott nella ristrutturazione di case, con l'obiettivo di rivenderle ed acquistarne nuove per i propri clienti. In ogni episodio Jonathan si occupa dei progetti di rinnovamento, mentre Drew si occupa dell'acquisto di un nuovo immobile. 
Il programma televisivo è uno spin-off di Fratelli in affari.

## Episodi
| Stagione         | Puntate | Prima TV USA | Prima TV Italia |
| ---------------- | ------- | ------------ | --------------- |
| Prima stagione   | 13      | 2012         | 2013            |
| Seconda stagione | 13      | 2013-2014    | 2014            |
| Terza stagione   | 13      | 2014-2015    | 2015            |
| Quarta stagione  | 13      | 2015         | 2016            |
| Quinta stagione  | 13      | 2016         | 2017            |
| Sesta stagione   | 13      | 2017         | 2018            |
| Settima stagione | 18      | 2017-2018    | 2019            |
| Ottava stagione  | 8       | 2018-2019    | 2019            |